# Theodore James Spilman
Pour les articles homonymes, voir Spilman.
Theodore James Spilman, né le 19 mars 1925 à Louisville (Kentucky) et mort le 22 septembre 1996, est un entomologiste américain,.

## Publications
- (en) T.J. Spilman, « Bredin-Archbold-Smithsonian biological survey of Dominica: Bostrichidae, Inopeplidae, Lagriidae, Lyctidae, Lymexylonidae, Melandryidae, Monommidae, Rhipiceridae, and Rhipiphoridae (Coleoptera) », Smithsonian Contributions to Zoology, Washington D.C., Smithsonian Institution Press, vol. 70,‎ 1971, p. 1-10 (ISSN 0081-0282, DOI 10.5479/si.00810282.70, lire en ligne [PDF])
- (en) Theodore James Spilman, « Vignettes of the Presidents of the Entomological Society of America, 1889-1989 », Bulletin of the Entomological Society of America, Annapolis (Maryland), Entomological Society of America (ESA), vol. 35, no 3,‎ 1er septembre 1989, p. 33–65 (ISSN 0013-8754, DOI 10.1093/besa/35.3.33).